# Franz Bürkl

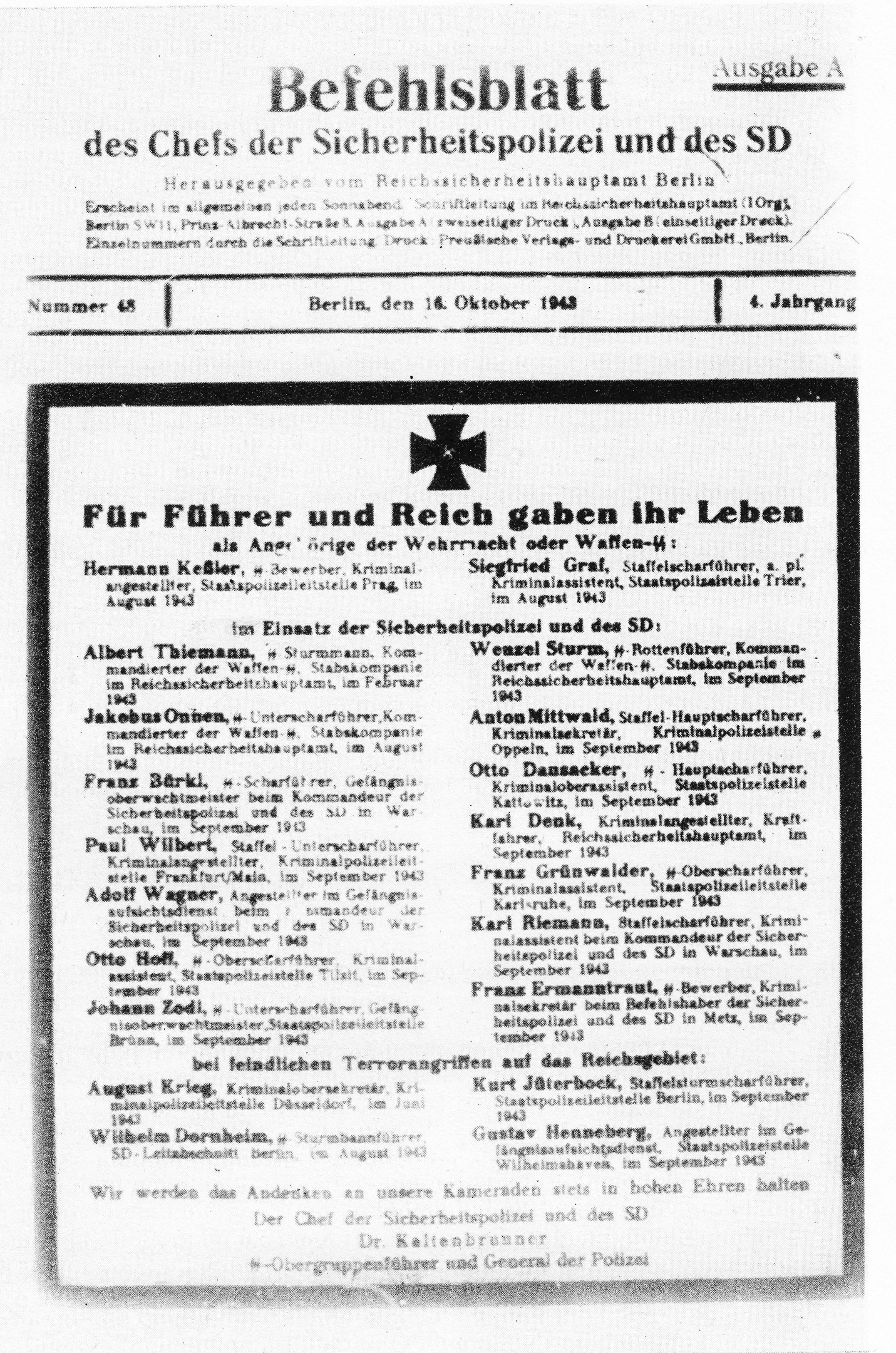
Strona tytułowa „Befehlsblatt des Chefs der Sicherheitspolizei und des SD” z 16 października 1943 wydawanego przez Główny Urząd Bezpieczeństwa Rzeszy w Berlinie z nazwiskami funkcjonariuszy policji bezpieczeństwa, którzy „oddali życie za Führera i Rzeszę”, wśród nich Franza Bürkla

Franz Bürkl (ur. 16 sierpnia 1911 w Linzu, zm. 7 września 1943 w Warszawie) – sierżant Schutzstaffel (SS) (niem. SS-Scharführer), od 22 września 1941 funkcjonariusz Sipo w więzieniu na Pawiaku w Warszawie, gdzie pełnił funkcję dowódcy zmiany (nadwachmajstra, niem. Zugführer) i jednego z zastępców komendanta więzienia.

## Życiorys
Był jednym z najokrutniejszych członków załogi Pawiaka. Mordował ludzi dla osobistej satysfakcji. Strzelał do więźniów, wieszał ich w celach, prowadził ćwiczenia na rozżarzonym żużlu, szczuł psami.
Był uzależniony od morfiny.
W ciągu dwóch lat działalności na Pawiaku zamordował kilkadziesiąt osób. Wśród jego ofiar był m.in. mjr Dionizy Błeszyński, komendant obwodu Armii Krajowej Warszawa-Wola, powieszony przez Franza Bürkla 4 kwietnia 1943 roku.
Zginął 7 września 1943 roku na rogu ulicy Litewskiej i ulicy Marszałkowskiej z wyroku wydanego przez władze podziemia. Wyrok wykonał 1 pluton kompanii Agat Kedywu Komendy Głównej AK.